# Szép kis látvány!
A "Szép kis látvány!" (Pretty Little Picture) a Született feleségek (Desperate Housewives) című amerikai filmsorozat harmadik epizódja. Az Amerikai Egyesült Államokban először az ABC (American Broadcasting Company) adó sugározta 2004. október 17-én.

## Az epizód cselekménye
A barátnőknek eszükbe jut, hogy hamarosan eljön a nap, amikorra Mary Alice egy vacsorát szervezett, hogy meghívhassa végre a társaságot. Mivel ez halott barátnőjüknek nagyon fontos volt, a lányok úgy döntenek, hogy megtartják a partit a tiszteletére – méghozzá Bree-nél.
Bree és Rex továbbra is rendszeres látogatói Dr. Goldfine rendelőjének, és amíg a párterápián vannak, mindenki azt hiszi, hogy teniszeznek – Bree ugyanis még a gyerekek előtt is leplezi házassági válságukat.
Lynette közli Tommal, hogy hivatalosak a vacsorára, mire férje ellenkezik, mondván, hogy fáradt, mivel nemrég ért haza egy strapás üzleti útról. Lynette belemegy, hogy otthon maradjanak, és le is mondja a bébiszittert, de hamarosan kezébe akad egy kép, amin Tom és két kollégája egy sombrero-bárban mulatnak szivarral és margaritával, és büntetésből úgy határoz, hogy elmegy egyedül a vacsorára, és Tomot hagyja otthon, hogy felügyeljen a gyerekekre.
Zach nagyon megharagszik Paulra, amikor kiderül, hogy nem is adta fel Mary Alice gyászjelentését, és azzal áll bosszút, hogy azt mondja Paulnak, hogy ha majd meghal, ő se ad fel gyászjelentést. Késő este Paul a szobájában ülve találja Zachet, kezében Mary Alice pisztolyával. A fiú kérdőre vonja az apját, hogy miért tartotta meg a fegyvert. Veszekedni kezdenek, mire betoppan Bree, hogy meghívja apát és fiát a vacsorára. De Paul visszautasítja az inviációt, mondván, hogy már van programjuk. Majd Bree távozása után begyógyszerezi Zachet.
Carlos közli Gabrielle-lel, hogy lehet, hogy nem tud majd elmenni vele a vacsorára. Gabrielle igencsak megorrol, így ismét örömmel kezdi el a napi hancúrt Johnnal. Azonban amikor már jócskán benne vannak a munkában, Gabrielle észreveszi, hogy egy idegen kislány nézi őket az ajtón át. Mikor odaszalad az ajtóhoz, a gyereknek már nyoma vész. Az asszony kétségbeesetten keresni kezdi bűne tanúját, bejárja az egész környéket a kocsijával. Szerencsétlenségére, amikor megtalálja a kislányt, az épp Carlossal beszélget, és kiderül, hogy ő Ashley, az új szomszédaik egy szem gyermeke.
Másnap, hogy a kislány nehogy elszólja magát, a nyugtalan Gabrielle egy babával ajándékozza meg, mire Ashley közli, hogy kissé jobban örülne egy biciklinek. Gaby megvesz hát neki egy jó drága kétkerekűt, mire kiderül, hogy a leányzó nem is tud biciklizni. Így szegény Gabrielle kénytelen megtanítani őt a kerekezés csínjabínjára – ráadásul tűsarkúban.
Susan nagyot veszekszik volt férjével, Karlal, amikor a férfi magával viszi Julie-t a hétvégére, mivel nem fizeti rendesen a gyerektartást. Julie erősködik, hogy ne veszekedjenek, de Susan még Karl barátnőjébe, Brandibe is beleköt, amikor az ki akar dobni egy üdítős pléhdobozt, de az a kukáról lepattan a gyepre. A szócsata csúcspontján megtörténik a legrosszabb: Susan meglátja, hogy Mike ott állt a járdán, amíg veszekedtek.
Később Susan elpanaszolja Lynette-nek, hogy már megint kikelt magából, és szégyenli magát, de Karl egyszerűen folyton annyira feldühíti, hogy nem tud nyugton maradni. Lynette azt tanácsolja Susannek, hogy rendezze sorait a volt férjével.
Így Susan üzenetet hagy Karlnak, hogy beszélni akar vele. A férfi azonban egy nappal korábban, a vacsora napján látogatja meg Susant, aki épp akkor jön ki a zuhany alól, és csak egy rózsaszín törülköző van rajta. Elmondja Karlnak, hogy nem akar többé ilyen cinikus módon élni, és folyton veszekedni, és azt mondja a férfinak, hogy bocsánatot kell kérnie tőle a házasságtörésért. Karl azonban megtagadja a kérést, mondván, hogy a szívnek nem lehet parancsolni. Kiviharzik a házból, míg Susan szónoklatot tart arról, hogy mennyivel becsületesebb Karlnál. Azonban amikor becsapja a kocsi ajtaját, Susan törülközője becsípődik, így Karl kocsija elviszi magával exneje szerény ruházatát. Susan anyaszült meztelenül találja magát az utcán, és balszerencséjére rájön, hogy kizárta magát a házból, mert becsapta az ajtót, és még az ablakok is csukva vannak. Amikor az egyiken megpróbál bejutni, elesik, egyenesen be a cserjebokrok közé. Természetesen Mike épp arra jár, közlendő Susannel, hogy szívesen elmegy vele Bree vacsorájára. Segít Susannek betörni a házba, majd együtt indulnak el a partira.
A vacsora előtt Lynette minden szükségeset elmond Tomnak, mivel neki kell egyedül maradnia a fiúkkal. Tom azonban erősködik, hogy nem nagy szám vigyázni három kiskölyökre. Erre Lynette ad egy doboz kekszet Porternek, tudván, hogy attól felpörögnek mind a hárman, és így Tomnak is lesz egy rémálmos estéje. A vacsora előtt Tom máris telefonál feleségének, mert a fiúk fel-le ugrálnak, és nem tudja őket lefektetni. Lynette csak hamiskásan mosolyog, majd leteszi a mobilját.
Carlos kérdezősködik Rextől, hogy hova járnak teniszezni, mire Rex kikotyogja, hogy igazából párterápián töltik az idejüket. Bree nagyon megharagszik, majd tálalja a vacsorát. Elég feszélyezett a hangulat az asztalnál, ezért Susan, hogy megtörje a jeget, elmeséli a többieknek, hogy zárta ki magát ruhátlanul, és hogy Mike hogy akadt rá. Erre Lynette és Gabrielle is bevetnek pár vicces történetet, hogy Bree ne érezze magát annyira megalázottnak. De a háziasszony nem nyugszik, meg. Mindenáron bosszút akar állni férjén, aki nem tudta tartani a száját, és elmondja a többieknek, hogy Rex sír szex után. Erre mindenki döbbenten csendben marad, Rex pedig elviharzik.
A vacsora után Carlos elmondja Gabrielle-nek, hogy ő nem tűrné, hogy egy nő így megalázza mások előtt. Gabrielle rettegni kezd, mert fél annak esetleges következményeitől, ha egyszer lehull a lepel a viszonyáról Johnnal.
Lynette a parti után elmondja Tomnak, hogy gond van Bree és Rex házasságában, mire Tom közli, hogy sose érezte, hogy boldogok lennének. Erre Lynette felteszi a kérdést, ami már egy ideje lappang benne: – Mi boldogok vagyunk?
Másnap este Tom meglepi Lynette-et: lefekteti a fiúkat, majd táncolni hívja nejét Sombrero-kalapban, két pohár margaritával és kellemes zenével. A pár boldogan lassúzik, és közben a gyerekek lejönnek a szobájukból, hogy meglessék szüleiket.
Amikor Karl hazahozza Julie-t, Susan elnézést kér Branditől azért, hogy a múltkor olyan undok volt vele. Erre Karl ellenkezése ellenére Brandi kiszáll a kocsiból, és ő is elmondja, hogy sajnálja, ami történt, és hogy ő azt hitte, hogy amikor viszonyt kezdtek Karllal, már véget ért a házasságuk. Susan így, habár nem a várt forrásból, megkapja a bocsánatkérést, amire annyira vágyik.
Bree pedig elmegy Dr. Goldfine-hoz, és elmondja neki, hogy Rex elköltözött, de a pszichiáter nem tudja fogadni. Egy óvatlan pillanatban azonban Bree elkezd kutakodni a terapeuta kazettái között, hogy megkeresse Rexét, és végre megtudhassa, mi az, amit férje úgy titkol előle. Azonban Bree érdeklődését hirtelen egy másik kazetta kelti fel. Egy kazetta, amin a "Mary Alice Young" felirat van. Bree elteszi a kazettát, mit sem törődve Rexével. Majd elviharzik a rendelőből.
Paul éjjel bemegy Zach szobájába, ahol megy a tévé. Épp híreket mondanak, és mutatják a Paul által a Sziklás-tóba dobott játékládát, amit kihalásztak, benne egy női csontvázzal. Paul gyorsan kikapcsolja a készüléket, majd távozik a szobából. Zach pedig kinyitja a szemét: csak tettette az alvást.
Paul kiteszi az "Eladó" táblát a házuk elé.

## Szereplők
- Doug Savant - Tom Scavo
- Sam Lloyd - Dr. Albert Goldfine
- Richard Burgi - Karl Mayer
- Anne Dudek - Brandi
- Emily Christine - Ashley Bukowski
- Nealla Gordon - Mrs. Bukowski
- Lucille Soong - Yao Lin
- Brent Kinsman - Preston Scavo
- Shane Kinsman - Porter Scavo
- Zane Huett - Parker Scavo
- Keith Pillow - Hírbemondó

## Mary Alice epizódzáró monológja
- A narrátor, Mary Alice monológja az epizód végén így hangzik (a magyar változat alapján):

"Igen, emlékszem a világra. Minden apró részletére. De legfőképpen arra, hogy mennyire féltem. Micsoda pazarlás… Tudják, aki félelemben él, nem is él igazán. Bárcsak el tudnám ezt mondani azoknak, akiket hátrahagytam. De vajon használna nekik? Valószínűleg nem. Most már belátom: mindig lesznek olyanok, akik szembeszállnak a félelmeikkel, és lesznek olyanok, akik inkább megszöknek előle."

## Epizódcímek szerte a világban
- Angol: Pretty Little Picture (Szép kis képecske)
- Francia: Les copines d'abord (A barátok az elsők)
- Német: Die nackte Wahrheit (A meztelen igazság)
- Spanyol: Imágenes idílicas (Idilli képek)
- Olasz: Ritratto di famiglia (Családi portré)